# Central Sensitization Inventory
Das Central Sensitization Inventory (CSI) ist ein Fragebogen, der entwickelt wurde, um die Anzeichen von Zentraler Sensitivierung (ZS) bei Patienten mit chronischen Schmerzen zu erkennen. Bei der ZS kommt es zu einer Verstärkung der neuronalen Signalübertragung im zentralen Nervensystem und daraus resultierender Schmerzüberempfindlichkeit. Der CSI ist ein Instrument, um Subgruppen von Patienten mit chronischen Schmerzen für eine spezifische Therapie zu identifizieren. Ebenso ist es möglich, das Risiko postoperativer Schmerzen, z. B. nach Gelenkersatz am Knie, zu bestimmen.
Der CSI besteht aus zwei Teilen. Die 25 Fragen des Teils A beziehen sich auf verschiedene mit ZS verbundene Symptome, wie z. B. Schmerz, Müdigkeit und Konzentrationsprobleme. Die Antworten werden auf einer Skala von 0 bis 4 bewertet, wobei 0 „nie“ und 4 „ständig“ bedeutet. Ab einem Summenwert von 40 oder höher ist ZS eine wahrscheinliche Ursache für die Schmerzsymptomatik. Teil B besteht aus einer Liste von Fragen zu diagnostizierten Erkrankungen, welche mit ZS in Verbindung stehen sollen. Der CSI wurde in verschiedenen Sprachen validiert und ist auch auf Deutsch verfügbar.
Das dem CSI zugrunde liegende Konzept der ZS als Ursache für chronische Schmerzen wird teilweise kritisiert und in Frage gestellt.